# Moysés Kuhlmann
Pour les articles homonymes, voir Kuhlmann.
Moysés Kuhlmann est un botaniste brésilien, né le 4 décembre 1906 et mort le 12 janvier 1972.
Il fait paraître avec Frederico Carlos Hoehne (1882-1959) et Oswaldo Handro (1908-1986) O Jardim Botânico de São Paulo en 1941.
M.Kuhlm. est l’abréviation botanique standard de Moysés Kuhlmann.
Consulter la liste des abréviations d'auteur en botanique ou la liste des plantes assignées à cet auteur par l'IPNI, la liste des champignons assignés par MycoBank, la liste des algues assignées par l'AlgaeBase et la liste des fossiles assignés à cet auteur par l'IFPNI.